# (187283) Jeffhopkins
(187283) Jeffhopkins est un astéroïde de la ceinture principale.

## Description
(187283) Jeffhopkins est un astéroïde de la ceinture principale. Il fut découvert le 3 octobre 2005 aux Monts Santa Catalina par le projet CSS. Il présente une orbite caractérisée par un demi-grand axe de 2,78 UA, une excentricité de 0,10 et une inclinaison de 4,7° par rapport à l'écliptique.

## Compléments